# Adrian Goiginger

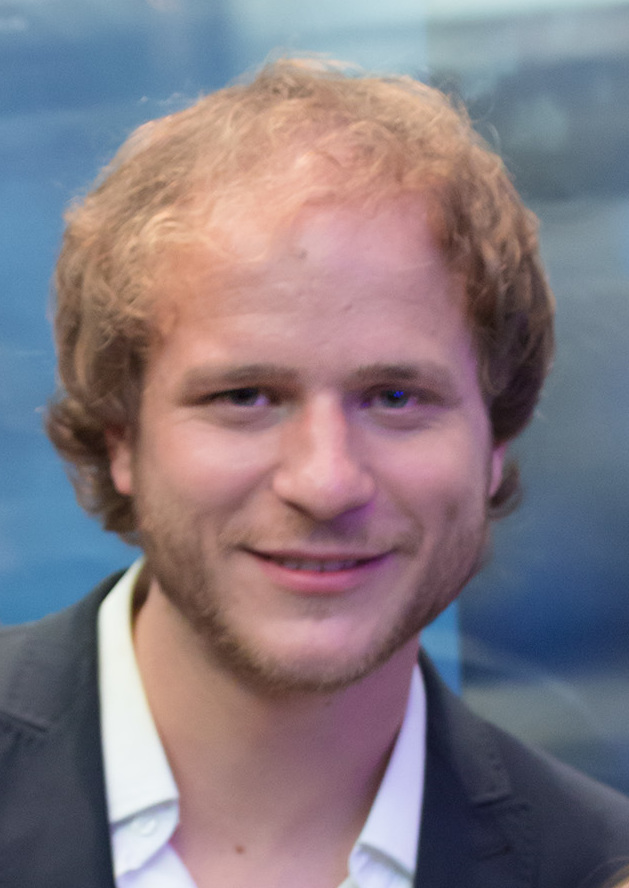
Adrian Goiginger (2017)

Adrian Goiginger (geb. 22. Februar 1991 in Salzburg) ist ein österreichischer Filmemacher. Sein Langfilm Die beste aller Welten wurde bei der Berlinale 2017 mit dem Kompass-Perspektive-Preis ausgezeichnet.

## Leben
Goiginger wuchs bei einer drogensüchtigen Mutter auf und absolvierte nach der Matura an der Bundeshandelsakademie I Salzburg seinen Grundwehrdienst und gründete 2012 zusammen mit Schulfreunden in Salzburg die Filmproduktionsfirma 2010 Entertainment OG. Mit dieser realisierte er verschiedene Kurzfilme, Werbespots, Imagefilme und Musikvideos als Regisseur und Drehbuchautor.
Ab 2013 studierte er szenische Regie an der Filmakademie Baden-Württemberg. Mit seinen Kurzfilmen Klang der Stille und Milliardenmarsch wurde er auf zahlreiche Festivals weltweit eingeladen und mehrfach ausgezeichnet. Sein Langfilmdebüt Die beste aller Welten lief bei der Berlinale 2017 in der Reihe „Perspektive Deutsches Kino“ und wurde dort mit dem Kompass-Perspektive-Preis für den besten Film der Reihe ausgezeichnet. Auf der Diagonale und beim Filmkunstfest Mecklenburg-Vorpommern wurde der Film 2017 mit dem Publikumspreis und Goiginger mit dem NDR-Regiepreis ausgezeichnet. Seit Oktober 2018 arbeitet Goiginger auch als Dozent an der Athanor Akademie Passau.
Sein Film Rickerl – Musik is höchstens a Hobby eröffnete am 22. Januar das Filmfestival Max Ophüls Preis 2024.
In seinen Filmen beschäftigt sich Goiginger mit den Themen: Natur, Berge, Verlusten, schwierige Kindheit und Drogensucht. 2025 zog er in den Vorstand von Austria Salzburg ein.

## Privates
Adrian Goiginger ist seit 2015 verheiratet, hat zwei Kinder und lebt in Salzburg.
Er ist Fan und Vorstandsmitglied des SV Austria Salzburg.

## Filmografie
- 2010: Unforgettable
- 2011: Aitch (Kurzfilm)
- 2013: Hi Fonyód!
- 2014: Klang der Stille (Kurzfilm)
- 2015: Milliardenmarsch (Kurzfilm)
- 2017: Die beste aller Welten
- 2022: Märzengrund
- 2022: Der Fuchs

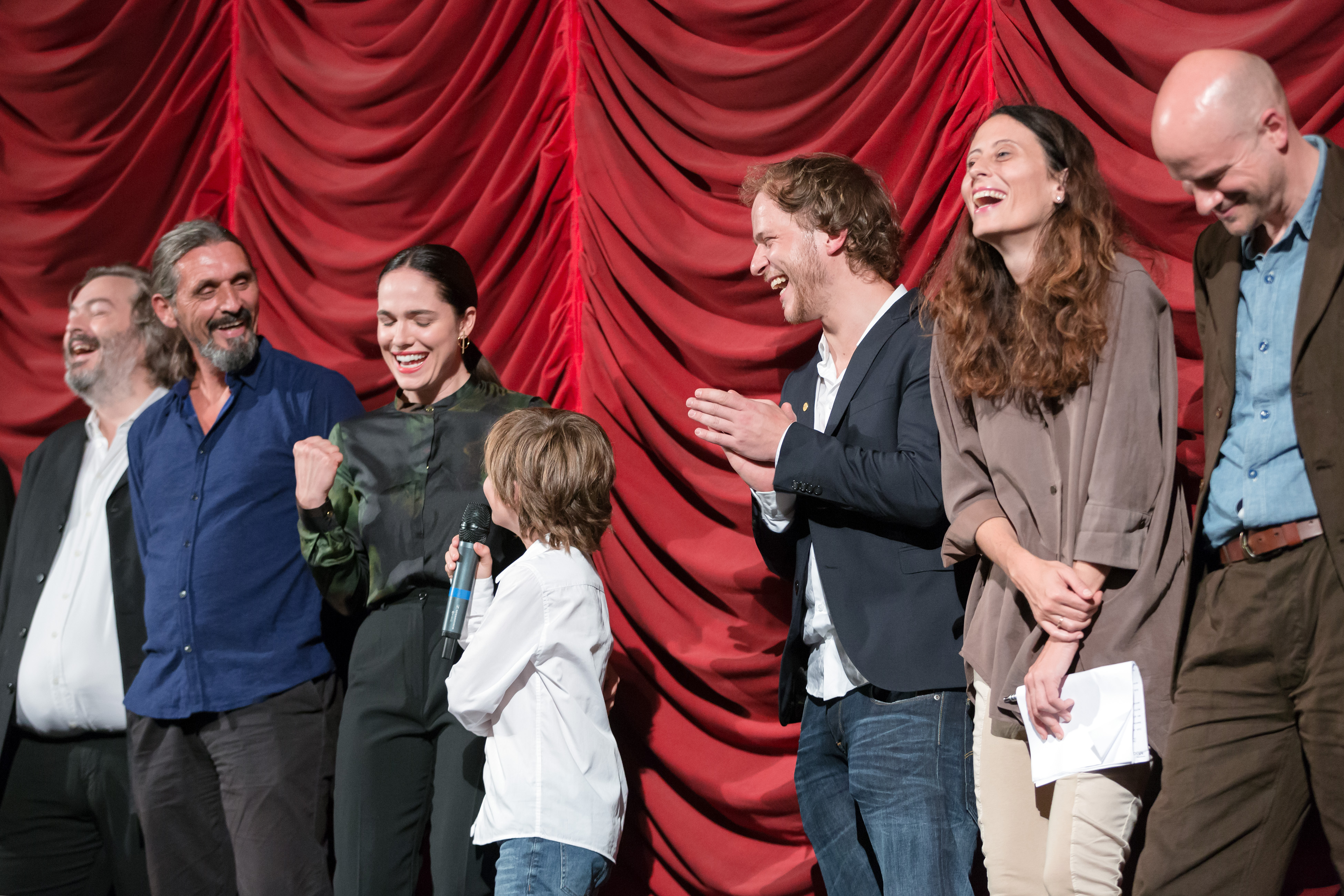
Goiginger bei der Wien-Premiere von Die beste aller Welten (2017)

- 2023: Rickerl – Musik is höchstens a Hobby

## Publikationen
- 2024: FRANZ: Die Geschichte meines Urgroßvaters. Die Lebensgeschichte von Franz Streitberger – das Buch zum erfolgreichen deutsch-österreichischen Kinofilm „Der Fuchs“, mit Walter Müller, Salzburger Pressverein/Verlag Anton Pustet Salzburg,  Salzburg 2024, ISBN 978-3-7025-1117-3.

## Auszeichnungen (Auswahl)
- Für Die beste aller Welten:
  - Internationale Filmfestspiele Berlin 2017 – Kompass-Perspektive-Preis[9]
  - Diagonale 2017 – Publikumspreis[10]
  - Filmkunstfest Mecklenburg-Vorpommern 2017 – Publikumspreis, NDR-Regiepreis[3]
  - 13. Ahrenshooper Filmnächte (2017) – „Bester Film“ und Publikumspreis[11]
  - Heimatfilmfestival Freistadt 2017 – Jugendjurypreis[12]
  - First Steps 2017 – Bester Langspielfilm[13]
  - Deutsche Film- und Medienbewertung (FBW) – Prädikat „besonders wertvoll“[14]
  - Deutscher Regiepreis Metropolis 2017  – Beste Regie Debüt/Nachwuchs[15]
  - Bayerischer Filmpreis 2017 – Nachwuchsregiepreis[16]
  - Österreichischer Filmpreis 2018 – Nominierung in neun Kategorien, Auszeichnungen in fünf Kategorien, darunter bester Spielfilm, beste Regie und bestes Drehbuch[17][18]
- Für Rickerl – Musik is höchstens a Hobby: 
  - Österreichischer Filmpreis 2024 – Auszeichnung in den Kategorien Beste Regie und Bestes Drehbuch[19]

- 2024 wurde er als Ordentliches Mitglied in die Bayerische Akademie der Schönen Künste, Abteilung Film- und Medienkunst aufgenommen.[20]